# Rabby Kilandi
Rabby Kilonga Kilandi (ur. 1 kwietnia 1998) – kongijski zapaśnik walczący przeważnie w stylu klasycznym. Zajął szesnaste miejsce na mistrzostwach świata w 2022 roku. 
Brązowy medalista igrzysk afrykańskich w 2023; dziewiąty w 2019. Wicemistrz igrzysk frankofońskich w 2023. Brązowy medalista mistrzostw Afryki w 2022 i 2025.